# Conte De La Warr
Conte De La Warr è un titolo nel Pari della Gran Bretagna. È stato creato nel 1761 per John West, VII barone De La Warr.
Il conte detiene i titoli sussidiari di visconte Cantelupe (1761) nel pari della Gran Bretagna, barone De La Warr (1572) nel Pari d'Inghilterra e barone Buckhurst (1864) nel pari del Regno Unito.
L'attuale titolo di barone De La Warr è la seconda creazione; gli attuali detentori tuttavia rivendicano la precedenza anche sulla prima creazione, risalente al 1299 e il cui status è quiescente sin dalla morte di Thomas West, IX barone De La Warr.

## Collegamento a nomi geografici americani
Negli Stati Uniti, Thomas West, 3 ° barone De La Warr o "Lord Delaware". Ha servito come governatore di Jamestown in Virginia (1577 - 1618) e la baia di Delaware è stata intitolata a lui a seguito di un naufragio nel 1611. Lo stato del Delaware, il fiume Delaware e la tribù indiana del Delaware erano così chiamati dopo la baia, facendo risalire l'origine dei loro nomi dalla baronia. Molte altre contee e insediamenti derivano i loro nomi direttamente o indirettamente da questa connessione..

## Baroni De La Warr, prima creazione (1299)
- Roger la Warr, I barone De La Warr (?-1320)
- John la Warr, II barone De La Warr (1277-1347)
- Roger la Warr, III barone De La Warr (1329-1370)
- John la Warr, IV barone De La Warr (1344-1398)
- Thomas la Warr, V barone De La Warr (1352-1427)
- Reginald West, VI barone De La Warr (1394-1451)
- Richard West, VII barone De La Warr (1430-1476)
- Thomas West, VIII barone De La Warr (1457-1525)
- Thomas West, IX barone De La Warr (1475-1554)

## Baroni De La Warr, seconda creazione (1572)
- William West, I barone De La Warr (1520-1595)
- Thomas West, II barone De La Warr (1556-1602)
- Thomas West, III barone De La Warr (1577-1618)
- Henry West, IV barone De La Warr (1603-1628)
- Charles West, V barone De La Warr (1626-1687)
- John West, VI barone De La Warr (1663-1723)
- John West, VII barone De La Warr (1693-1766) (creato conte De La Warr nel 1761)

## Conti De La Warr (1761)
- John West, I conte De La Warr (1693-1766)
- John West, II conte De La Warr (1729-1777)
- William West, III conte De La Warr (1757-1783)
- John West, IV conte De La Warr (1758-1795)
- George West, V conte De La Warr (1791-1869)
- Charles West, VI conte De La Warr (1815-1873)
- Reginald Sackville-West, VII conte De La Warr (1817-1896)
- Gilbert Sackville-West, VIII conte De La Warr (1869-1915)
- Herbrand Sackville-West, IX conte De La Warr (1900-1976)
- William Sackville-West, X conte De La Warr (1921-1988)
- William Sackville-West, XI conte De La Warr (1948)

L'erede è il figlio dell'attuale conte, William Herbrand Thomas Sackville, Lord Buckhurst (1979).